# フランシスコ・デ・ピサ博士の肖像
『フランシスコ・デ・ピサ博士の肖像』（フランシスコ・デ・ピサはかせのしょうぞう、西: Retrato de Francisco de Pisa、英: Portrait of Dr. Francisco de Pisa）は、クレタ島出身のマニエリスム期スペインの画家エル・グレコが1610-1614年にキャンバス上に油彩で制作した絵画で、随所に大胆なタッチを駆使している晩年様式の傑作である。現在、米国テキサス州フォートワースのキンベル美術館に所蔵されている。おそらく本作とみなされるフランシスコ・デ・ピサ(1534–1616年) の肖像画がピサにより「我らが聖母の無垢受胎修道院」 (Convent of the Purísima Concepción de Nuestra Señora) に寄贈され、1616年と1623年に他のエル・グレコの作品とともに修道院で記録されている。ピサのポーズは、ほぼ同時期に描かれた『タベーラ枢機卿の肖像』 (タベーラ施療院) に類似している。
この肖像画のモデルは謎であったが、近年の研究で当時トレドで有名であった聖職者フランシスコ・デ・ピサ (Francisco de Pisa) で同定されているが、一部の美術史家は開かれた本に見える言葉からイタリアの歴史家ジャコモ・ボジオ (Giacomo Bosio) とみなしていた。
ピサは歴史家で、教会法の博士であり、サンタ・カタリナ大学の神・哲学部長も務めた。また、『帝都トレドの物語』の執筆でも知られる。その中で、「訪問者は『オルガス伯の埋葬』 (サント・トメ教会、トレド) を見ずして、この町を去るべからず」と記している。ピサはアビラのテレサの敵であった。彼はテレサを批判したが、それは、彼女の著作には「真実と健全な教義、瞑想的祈祷の良き利用とは矛盾する多くのもの」を含んでいると感じたからであった。